# NGC 1999
NGC 1999 est une nébuleuse par réflexion située dans la constellation d'Orion. Elle a été découverte par l'astronome germano-britannique William Herschel en 1785. Cette nébuleuse est éclairée par l'étoile variable V380 Orionis (en) et elle est à ∼ 1 500 a.l. (∼ 460 pc) du système solaire.

Compte tenu de sa distance et de son diamètre apparent, la nébuleuse s'étend approximativement sur 1 année-lumière.

## Le trou sombre de NGC 1999
La taille du trou sombre dans la nébuleuse fait environ 10 000 UA, soit environ 0,16 année-lumière. On croyait auparavant que la tache noire était une nébuleuse obscure, c'est-à-dire un nuage dense de poussière et de gaz qui bloque la lumière des étoiles situées à l'arrière. L'observation de cette tache noire par le télescope spatial infrarouge Herschel en octobre 2009 et les analyses subséquentes ont montré que c'était vraiment un trou dans le ciel dépourvu de matériau. L'origine semblait alors assez mystérieuse.

La découverte d'un vide dans l'espace a suscité la curiosité des astronomes. D'autres observations ont suivi de près la découverte d'Herschel. En novembre et décembre 2009, on a mis à contribution les caméras bolométriques du radiotélescope APEX dans le domaine des ondes millimétriques ainsi que le télescope optique Mayall de l'observatoire de Kitt Peak et les télescopes Magellan de l'observatoire de Las Campanas. Ces dernières observations ont montré que la tache sombre de NGC 1999 est noire non parce qu'il s'agit d'une poche de poussière de gaz extrêmement dense, mais parce que c'est une région réellement vide,.
Bien que l'origine de ce vide soit encore à l'étude, plusieurs pensent qu'il a probablement été creusé par plusieurs jets stellaires et de puissantes radiations. La lueur verdâtre autour du trou provient du système stellaire triple V380 qui réchauffe la poussière environnante. L'une des trois étoiles de ce système semble avoir lancé un jet qui a aidé à dégager le trou.

## La région voisine de NGC 1999
La région rougeoyante au milieu de l'image prise par le télescope Herschel est un nuage dense de gaz froid et de poussière, les matériaux nécessaires à la formation d'étoiles. On peut y observer trois étoiles embryonnaires, un triangle blanc jaunâtre et, en bas de ce dernier, deux autres triangles orangés. Des jets bipolaires projetés par ces protoétoiles sont d'ailleurs visibles en bleu.

## Galerie

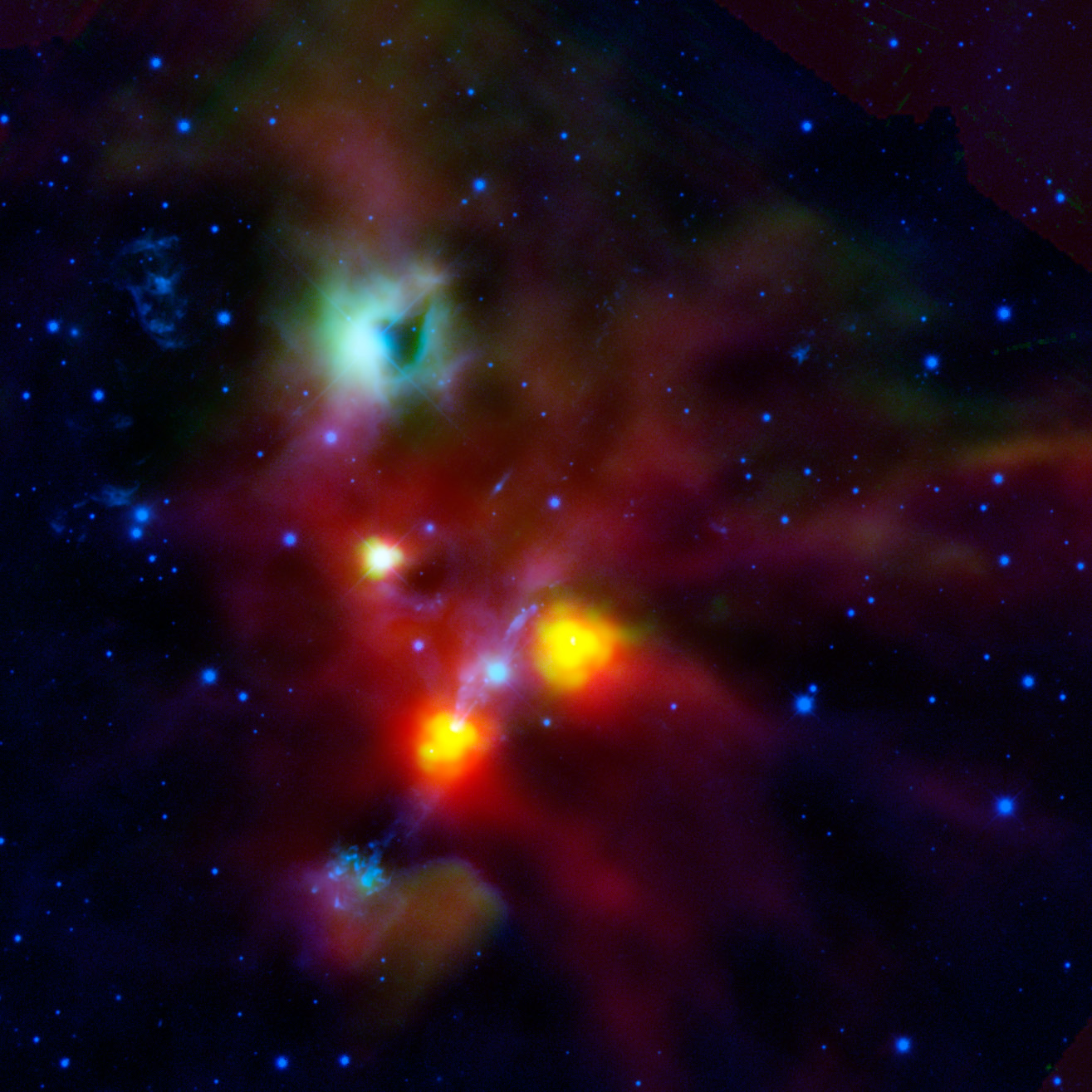
La lueur verte entourant le trou est causée par l'intense rayonnement de l'étoile V380. (Télescope spatial Herschel)
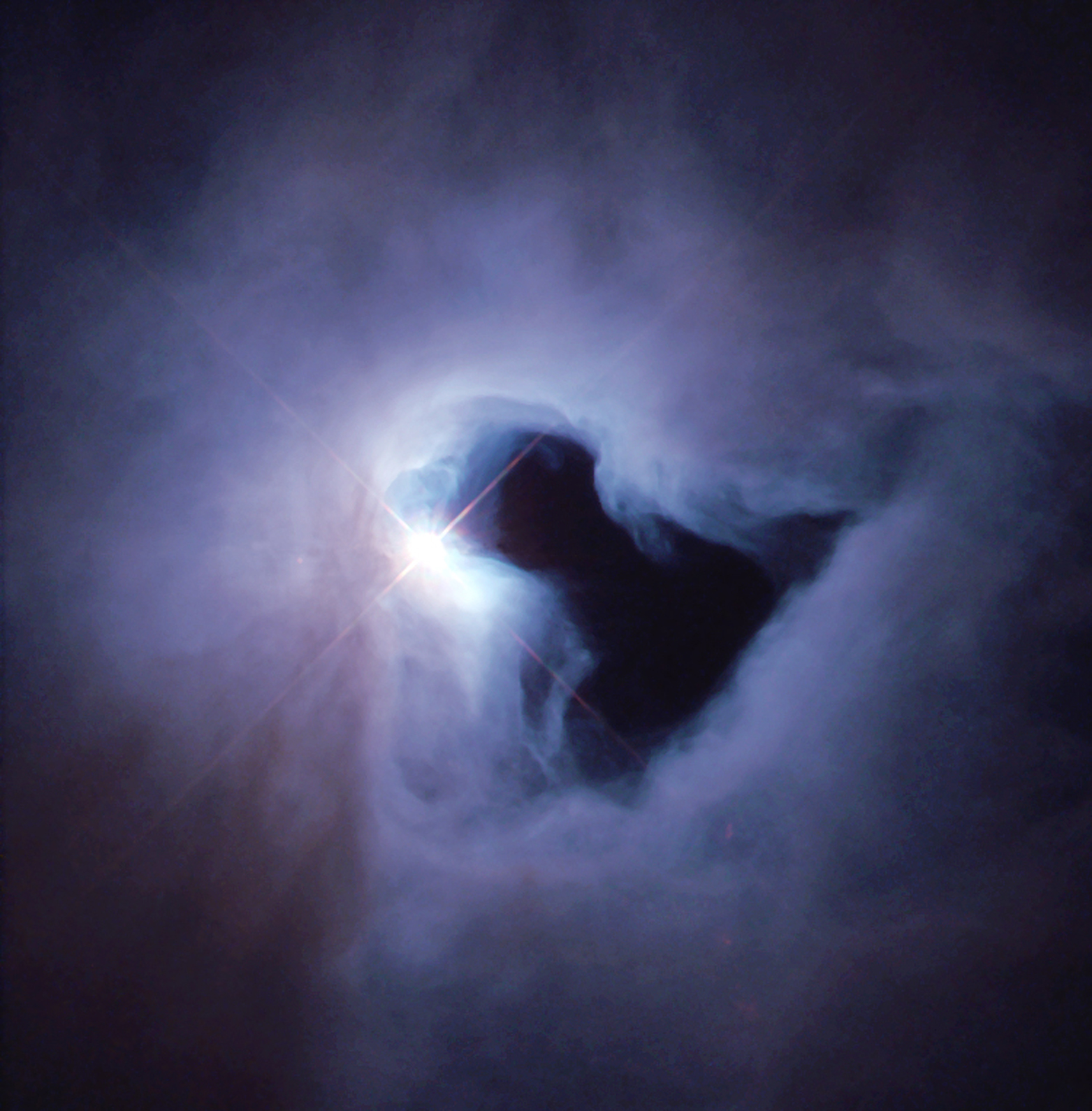
L'étoile brillante est Alnilam (Epsilon Orionis)
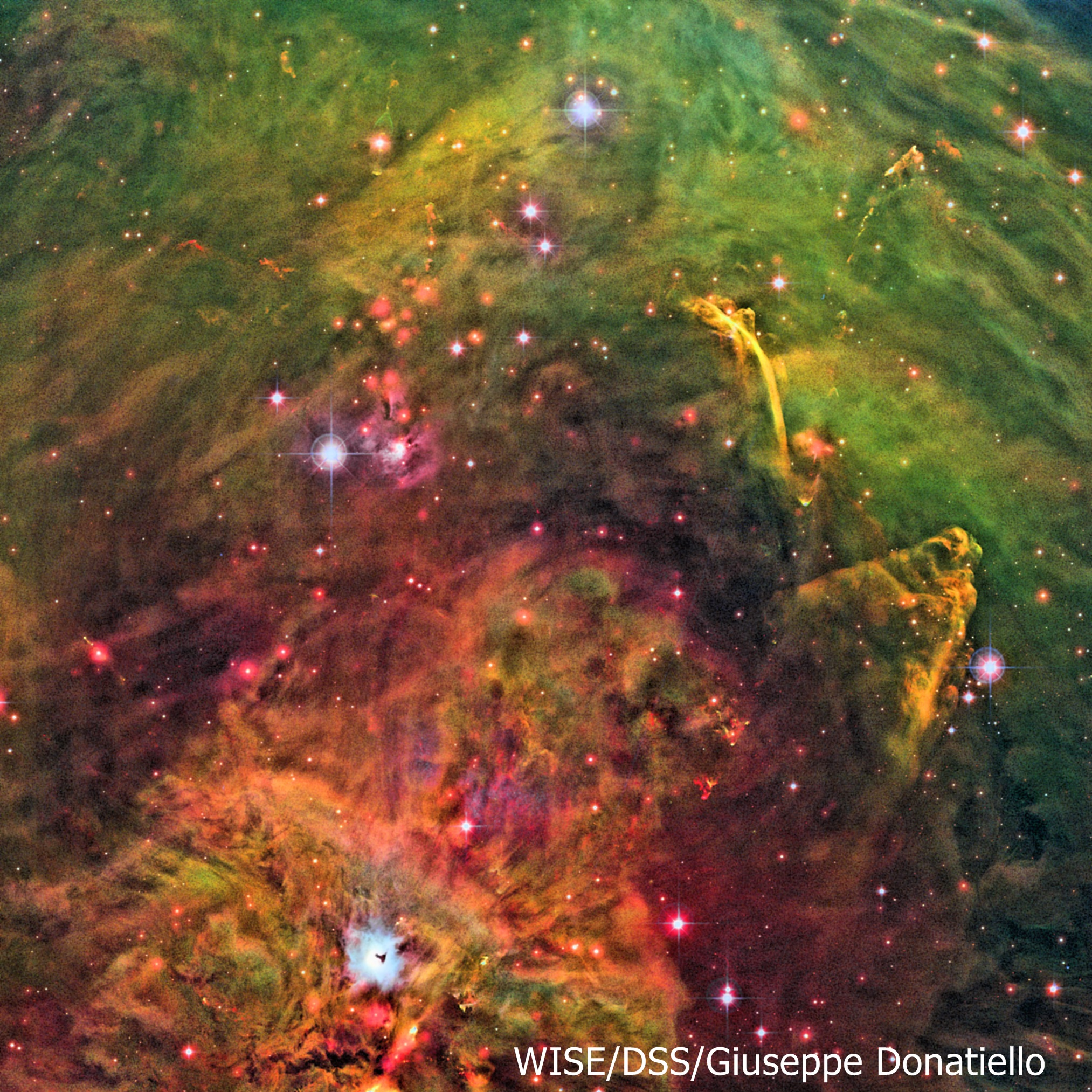
Plusieurs étoiles naissent dans la région entourant NGC 1999.